# Vier Stunden von Elbe 1
Vier Stunden von Elbe 1 war Helga Feddersens erstes Fernsehspiel. Das Fernsehspiel wurde  vom Norddeutschen Rundfunk (NDR) als Schwarzweißfilm gedreht und kam im  Deutschen Fernsehen (ARD) am 7. März 1968 zur Erstausstrahlung. Es folgten die Filme Gezeiten und Im Fahrwasser.

## Handlung
Vier Fahrstunden mit dem Schiff  von dem Feuerschiff Elbe 1 entfernt liegt die südliche Einfahrt und die Schleuse des Nord-Ostsee-Kanals. Dort, in  Brunsbüttelkoog, befindet sich ein Seemannsfrauenheim, dessen Leiterin Klara Andresen ist.  Das ist der Hauptschauplatz des Films. In dem Seemannsfrauenheim warten die Frauen von Seemännern auf deren Rückkehr. Klara Andresen kümmert sich nicht nur um die Sorgen der wartenden Seemannsfrauen, sondern auch um ihren Schwager Gustav Andresen. Gustav ist als Schiffskoch jahrelang zur See gefahren und möchte nun heiraten. Deshalb will er eine Heiratsanzeige aufgegeben. Klara wundert sich über den Sinneswandel ihres Schwagers, der stets davon überzeugt war, allein glücklich zu sein.
In einem Bekleidungsgeschäft lernt er Lore Elgers kennen. Sie ist seit einiger Zeit mit Horst Lohmeyer befreundet und erhält von ihm unerwartet einen Heiratsantrag. Gleichzeitig eröffnet er ihr, dass er auf einem Schiff angeheuert hat und für ein halbes Jahr nach Südamerika gehen wird. Sie will ihn ordentlich verabschieden und mietet sich für eine Nacht in dem Seemannsfrauenheim ein, damit sie die Abfahrt des Schiffs auch nicht verpasst. Die Verabschiedung verläuft nicht so, wie Lore es sich gedacht hatte. Nachdem Horst sein Ziel erreicht hatte und die Nacht bei ihr verbracht hatte, löst er die Verlobung kurzerhand wieder auf. Lore kommt entsprechend niedergeschlagen ins Seemannsheim zurück, um ihre Sachen abzuholen. Dort trifft sie auf Gustav Andresen, der zusammen mit seiner Schwägerin krampfhaft versucht, einen vernünftigen Text für seine Heiratsanzeige aufzugeben. Klara tröstet die völlig aufgelöste Ex-Seemannsbraut, die nun einsehen muss, dass ihr Horst sie nach Strich und Faden belogen hatte. So enttäuscht will sie nicht zurück nach Hause, sondern bleibt eine Weile im Seemannsfrauenheim und nimmt bei Klara eine Stellung als Haushaltshilfe an.
Gustav erhält inzwischen die ersten Reaktionen auf seine Heiratsanzeige, doch ist keine Kandidatin dabei, die ihm zusagt. So langsam kommen ihm auch Zweifel, ob es so eine gute Idee war, heiraten zu wollen. Doch dann begegnet ihm Elli Mewes, die er schon aus der Konfirmandenstunde kennt. Schüchtern macht er sie auf sein Vorhaben, heiraten zu wollen, aufmerksam und offensichtlich scheint er nicht abgeneigt zu sein, Elli dafür auszuwählen. Elli kommt das ein wenig plötzlich und weiß nicht recht, was sie sagen soll. Insgeheim war sie jedoch erfreut und wird sich schnell mit Gustav einig. Klara ist mehr als überrascht und plötzlich ist ihr es gar nicht mehr so recht. Schließlich mag sie ihren Schwager auch sehr gern und hat sich all die Jahre an ihn gewöhnt.
Gustav hingegen wird immer ungeduldiger und als am nächsten Tag seine Braut nicht zur Arbeit erscheint, macht er sich große Sorgen. Er ahnt nicht, dass Elli bei seiner Schwägerin ihr Herz ausschüttet, weil ihr das alles viel zu schnell geht. Als sie aber bemerkt, dass Gustav sich so um sie gesorgt hat, ist sie sich sicher, dass es gut gehen wird mit ihnen beiden.
Sie heiraten im Kreise ihrer Freunde und Verwandten und Gustav bereitet selber den Braten zur Hochzeit zu. Das wollte er sich nicht nehmen lassen. Nach der Hochzeit geht Gustav wieder zurück zur See und vertraut seine zurückgebliebene Frau seiner Schwägerin an.

## Sonstiges
Die deutsche Band Element of Crime widmete Helga Feddersen 1991 auf ihrem ersten deutschsprachigen Album Damals hinterm Mond das nach diesem Film benannte Lied Vier Stunden vor Elbe 1.